# Parmelia masonii
Parmelia masonii är en lavart som beskrevs av Essl. & Poelt. Parmelia masonii ingår i släktet Parmelia och familjen Parmeliaceae.   Inga underarter finns listade i Catalogue of Life.